# Alexander Numankade
De Alexander Numankade  is een straat in de Nederlandse stad Utrecht in de wijk de Zeeheldenbuurt, die loopt vanaf de Blauwkapelseweg tot aan de Bleyenburgstraat en de F.C. Dondersstraat waar hij in overgaat. Parallel aan de Alexander Numankade loopt de Biltsche Grift.
Zijstraten van de Alexander Numankade zijn de Hengeveldstraat, Hekmeijerstraat, brug over de Biltsche Grift naar de Griftkade, Jan van Galenstraat, M.A. de Ruyterstraat, Van Brakelstraat, Griftbrug met daarachter de Poortstraat, Van Speijkstraat en de Cornelis Evertsenstraat.
De Alexander Numankade kenmerkt zich door de vele herenhuizen veelal met een souterrain. Er bevond zich hier vroeger ook een sluisje ter hoogte van de Hengeveldstraat toen het hier nog landelijk gebied was en Overvecht nog gebouwd moest worden.
De Alexander Numankade is vernoemd naar medicus en tevens directeur Alexander Numan van de voormalige Rijks Veeartsenijschool. Tot 1921 heette de straat Bleijenburgkade naar de voormalige buitenplaats Bleijenburg.

## Trivia
- In het verleden zat aan de Alexander Numankade het gehele Het Utrechts Archief, nu zit dit ook voor een groot gedeelte aan de Hamburgerstraat te Utrecht.
- In het verleden heeft aan de Alexander Numankade 75 de Batterijenfabriek van Herberhold[4] gezeten (vervaardiger van De Witte Katbatterijen).
- Net als de aanliggende straten in de wijk Wittevrouwen zat hier ook ooit de Rijks Veeartsenijschool, Kliniek voor Kleine Huisdieren (ca. 1921; J. Crouwel), Alexander Numankade 93[5]

## Fotogalerij

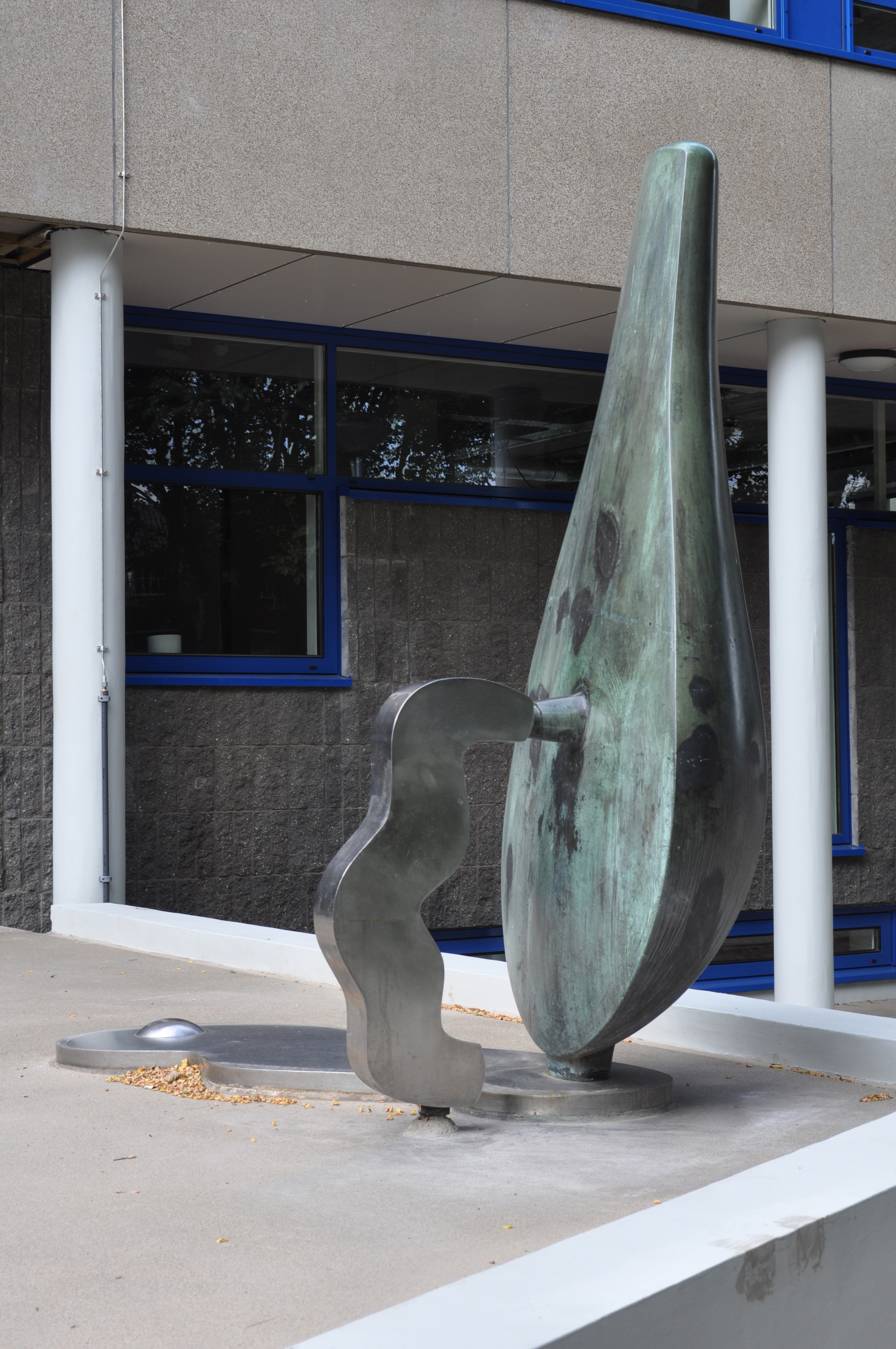
Beeld de "Halve kruik" van brons, RVS vervaardigd door Ian Jacob Pieters (1968) aan de Alexander Numankade (entree Rijksarchief)
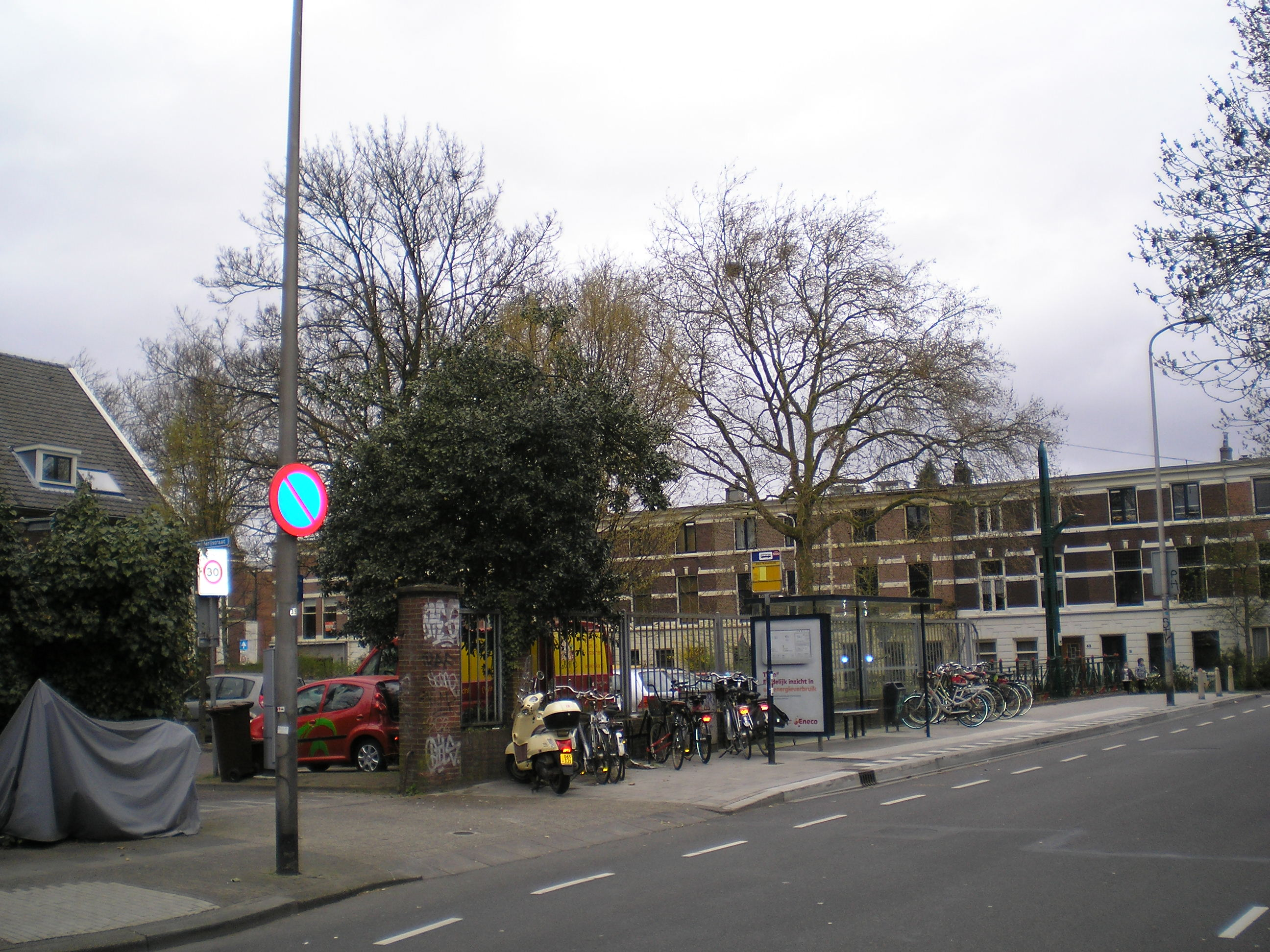
Poortstraat met rechts op de achtergrond de Griftbrug en daar weer achter de Alexander Numankade
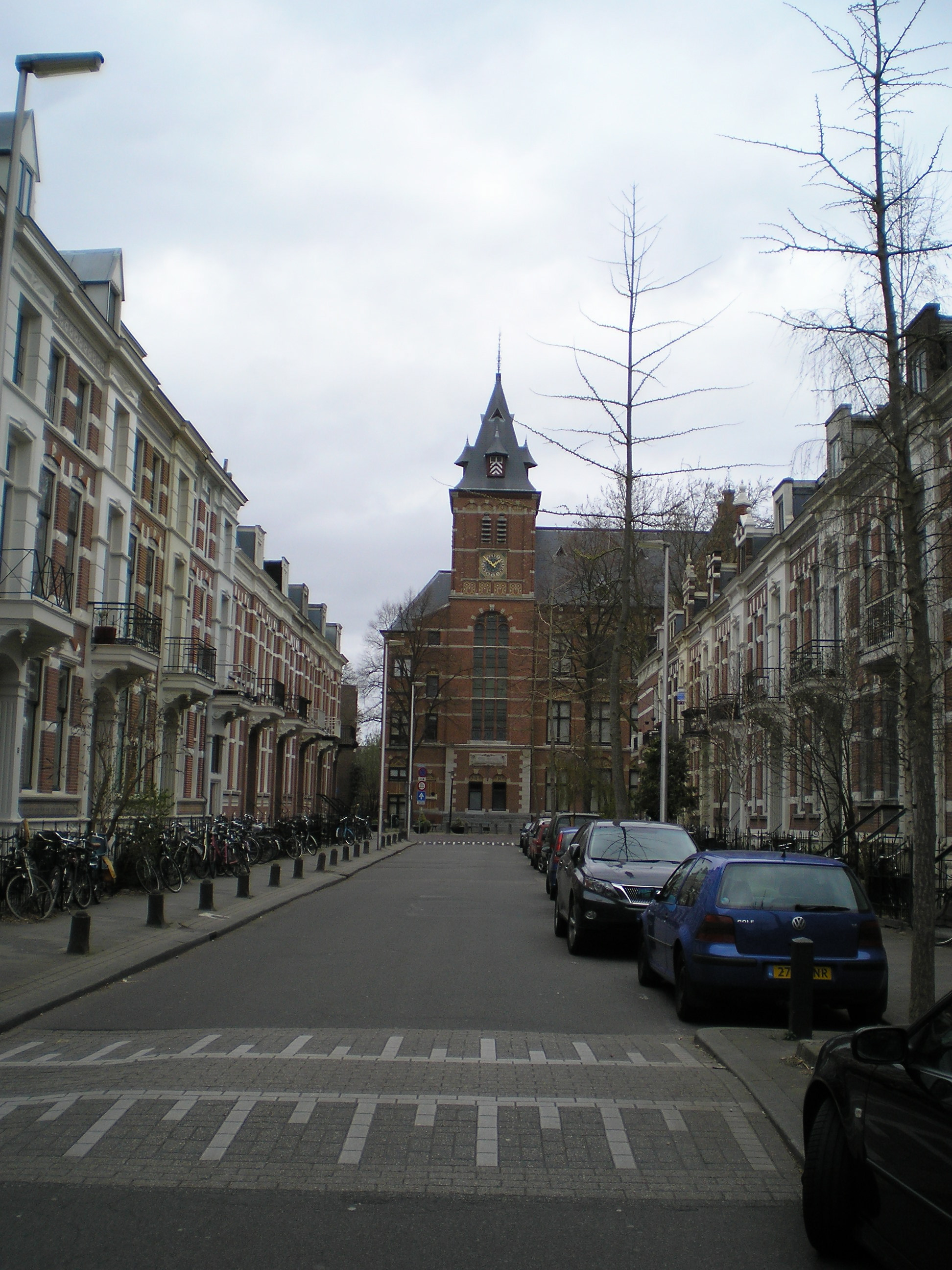
F.C. Dondersstraat met aan het eind zowel het Ooglijdersgasthuis alsook links de Alexander Numankade
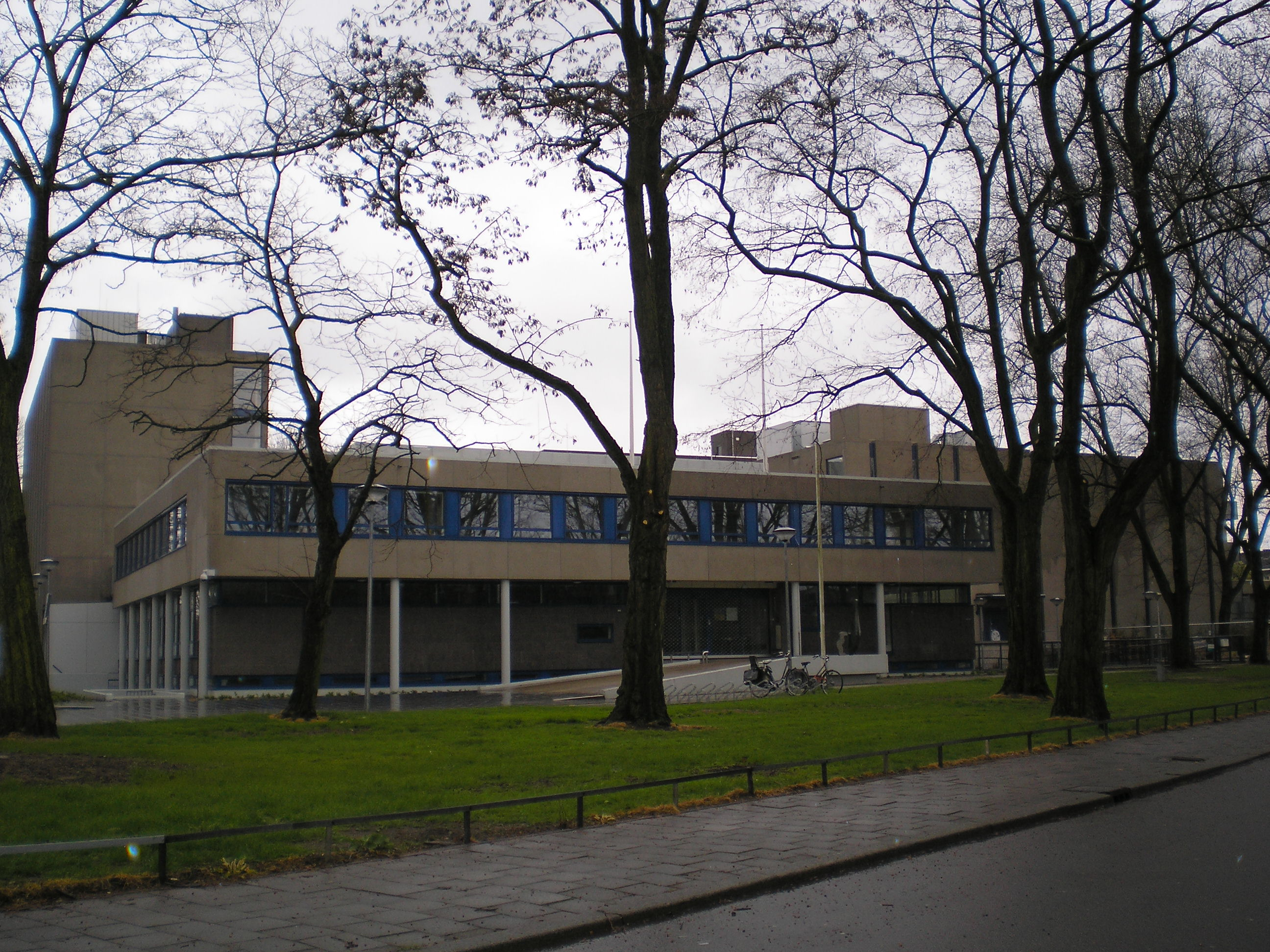
Het Gemeentelijk Archief aan de Alexander Numankade 199-201